# Aron Pálmarsson

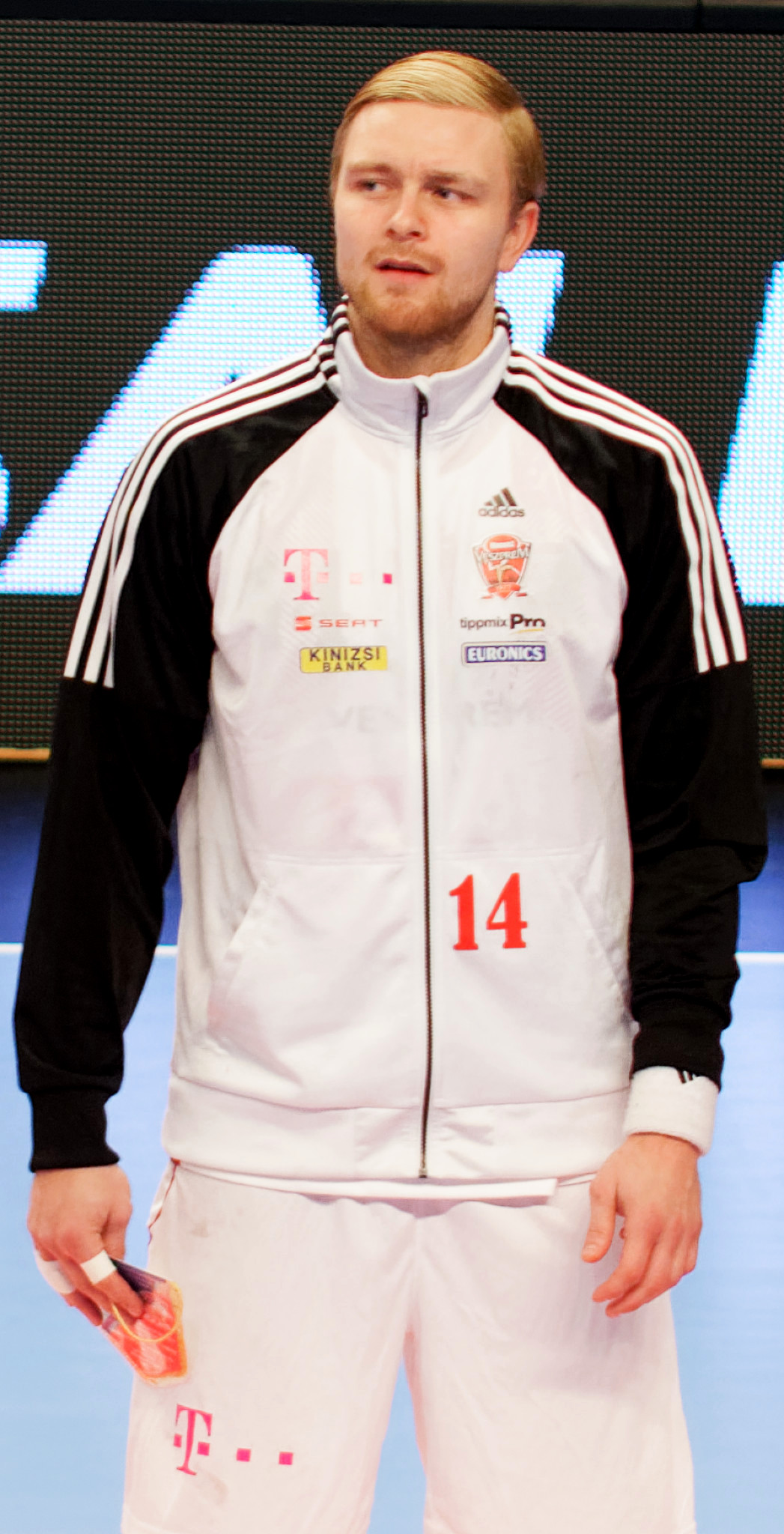
Aron Pálmarsson i Veszprém KC 2016.

Aron Pálmarsson, född 19 juli 1990 i Hafnarfjörður, är en isländsk handbollsspelare. Han är högerhänt och spelar i anfall som mittnia eller vänsternia.

## Klubbar
- FH Hafnarfjörður (–2009)
- THW Kiel (2009–2015)
- Veszprém KC (2015–2017)
- FC Barcelona (2017–2021)
- Aalborg Håndbold (2021–2023)
- FH Hafnarfjörður (2023–)

## Meriter i urval
- Spansk mästare: 4 (2018, 2019, 2020 och 2021)
- Tysk mästare: 5 (2010, 2012, 2013, 2014 och 2015)
- Champions League-mästare: 3 (2010, 2012 och 2021)
- Ungersk mästare 2 (2016 och 2017)
- Dansk Cupmästare 1 (2021)
- Dansk Supercupmästare 2 (2021 och 2022)
- EM-brons 2010 med Islands landslag